# نقاب (طائر)
نَقّاب (الاسم العلمي: Picoides)، جنس طيور من فصيلة نقار الخشب أعطانها الأصلية في أوراسيا وأمريكا الشمالية.